# Lotharingia
Lotharingia (latină Lotharii Regnum, franceză Lotharingie, germană Lotharingien, neerlandeză Lotharingen) a fost numele unui regat efemer format la destrămarea Imperiului Carolingian pe teritoriul Franciei de Mijloc. În urma Tratatului de la Verdun din 843 teritoriul imperiului Carolingian este împărțit între Francia occidentală, Francia orientală și Francia de Mijloc. La moartea lui Lothar I, regele Franciei de Mijloc, în 855 teritoriul acestuia este divizat între fii săi, astfel Lothar al II-lea primește partea de nord, Lotharingia, Carol primește partea de mijloc, Regatul Provența și Ludovic primește Italia.

## Teritoriul
Teritoriul Lotharingiei corespunde actualmente teritoriilor:
- Olanda
- Belgia (cu excepția Flandrei)
- Luxemburg
- teritoriile următoare din Germania:
  - o mare parte din Renania de Nord-Westfalia
  - Renania-Palatinat
  - Saarland
- Regiunea Lorena din Franța:

## Istoric
La moartea lui Lothar al II-lea, teritoriul său este împărțit între unchii săi, Ludovic Germanul și Carol cel Pleșuv, prin Tratatul de la Meerssen. Astfel, Ludovic primește partea orientală a Lotharingiei ce conținea Frizia, Aachenul, Stavelot, Metz și Basel, iar Carol primește partea orientală ce conținea localitățile Liège, Visé și Maastricht. La moartea lui Ludovic, teritoriul estic al Lotharngiei intră în posesia fiului acestuia Ludovic cel Tânăr care încheie Tratatul de la Ribermont prin care urmașii lui Carol cel Pleșuv îi cedează partea occidentală a Lotharingiei în schimbul păcii. Astfel Lotharingia este reunificată, în cadrul regatului francilor de est.
La moartea lui Ludovic cel Tânăr teritoriul îi revine fratelui acestuia, Carol cel Gras, care reușește o unificare efemeră a tuturor domeniilor francilor. Această unitate este de scurtă durată, la sfârșitul lui 887 acesta este detronat și moare în ianuarie 888. Urmașul său în Francia Orientală, Arnulf de Carintia, revendică întreaga Lotharingie, iar în 894 îl înscăunează pe fiul său bastard Zwentibold ca rege al Lotharingiei. Zwntibold este ucis în 900 iar teritoriul îi revine fratelui său vitreg Ludovic Copilul.

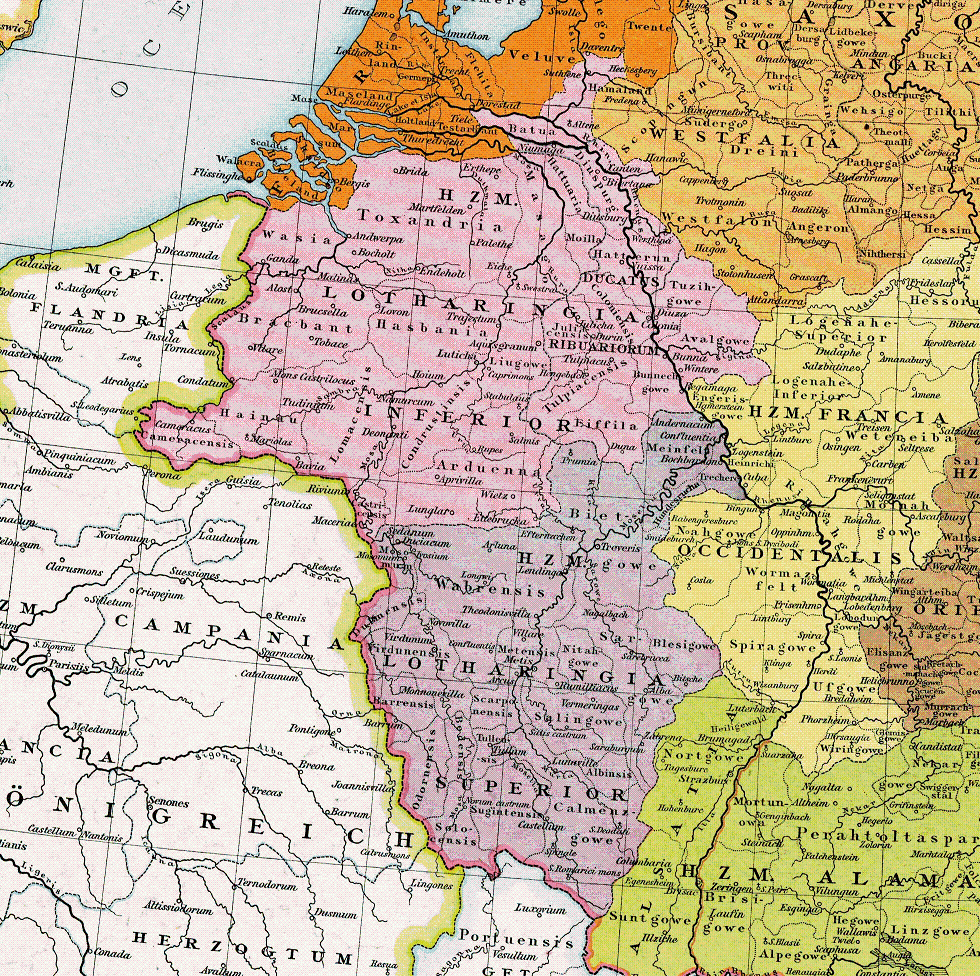
Lotharingia în jurul anului 1000

În 903, Ludovic îl numește pe Gebhard ca guvernator al Lotharingiei și îi oferă titlul de duce. La moartea lui Ludovic în 911, nobilii din Lotharingia îl aleg pe Carol al III-lea, suveranul Franciei de est ca rege al Lotharingiei, dar acesta se lovește de opoziția suveranilor Franciei de est. În 925, prin intervenția lui Henric I, teritoriul este readus în componența Franciei de est, iar Gislebert devine duce în 928.
Datorită revoltelor numeroase din teritoriu, în 959, ultimul duce, Bruno, hotărăște împreună cu fratele său, împăratul Otto cel Mare să divizeze ducatul în două:
- Ducatul Lotharingiei Inferioare
- Ducatul Lotharingiei Superioare

Primul ducat își pierde autoritatea în 1190, fiind divizat în numeroase alte fiefuri feudale, în timp ce cel de al doilea devine Ducatul Lorena ce va supraviețui până în 1766 când este alipit Franței.